# Echiniscus shaanxiensis
Espèce
Echiniscus shaanxiensis est une espèce de tardigrades de la famille des Echiniscidae. 

## Distribution
Cette espèce est endémique du Shaanxi en Chine. Elle a été découverte à 3 120 m d'altitude sur le pic Taibai dans les monts Qinling.

## Description
Le mâle holotype mesure 161,8 µm.

## Étymologie
Son nom d'espèce, composé de shaanxi et du suffixe latin -ensis, « qui vit dans, qui habite », lui a été donné en référence au lieu de sa découverte.

## Publication originale
- Li, Wang & Yu, 2007 : The Tardigrada fauna of China with descriptions of three new species of Echiniscidae. Zoological Studies, p. 46, no 2, p. 135-147 (texte intégral).